# Mortal Engines Quartet
Mortal Engines Quartet là bộ tiểu thuyết thể loại steampunk của nhà biên kịch, nhà văn Mỹ, Philip Reeve.

## Thông tin xuất bản
Phiên bản đầu tiên của Trò chơi vương quyền tại Mỹ đã được xuất bản như sau:
| Tập | Tựa đề           | Số trang | Số chương | Năm xuất bản |
| --- | ---------------- | -------- | --------- | ------------ |
| 1   | Mortal Engines   | 293      | 73        | 08/1996      |
| 2   | Predator's Gold  | 316      | 70        | 02/1999      |
| 3   | Infernal Devices | 366      | 82        | 11/2000      |
| 4   | A Darkling Plain | 544      | 46        | 11/2005      |

## Các giải thưởng và đề cử
- Mortal Engines (2001)
- Predator's Gold (2003)
- Infernal Devices (2005)
- A Darkling Plain (2006)